# Monique Hennagan
Monique Hennagan (Colúmbia, 26 de maio de 1976) é uma ex-atleta velocista e campeã olímpica norte-americana.
Especializada nos 400 m, foi bicampeã olímpica integrando o revezamento 4x400 m feminino dos Estados Unidos em Sydney 2000, com Marion Jones, Jearl Miles Clark e LaTasha Colander  e em Atenas 2004 com Sanya Richards, DeeDee Trotter e Monique Henderson.

## Atribulações
Desde que conquistou suas medalhas, porém, Hennagan tem passado por atribulações para manter-se como campeã olímpica, devido a problemas ocorridos com outras atletas dos revezamentos que integrou. Em 2007, Marion Jones confessou o uso de substâncias proibidas durante os Jogos de Sydney, em 2000, e teve suas medalhas confiscadas. Suas companheiras de revezamento também foram obrigadas a devolver  suas medalhas. Somente três anos depois, em julho de 2010, após um apelo e julgamento perante o Conselho Arbitral de Esportes do COI, as demais integrantes do revezamento de Sydney tiveram o direito de manter suas medalhas.
No mesmo ano desta decisão do Conselho, a corredora Crystal Cox, que integrou como reserva e correu as eliminatórias do revezamento campeão em Atenas 2004, também confessou ter usado de esteróides anabolizantes entre 2001 e 2004, inclusos os Jogos de Atenas. A confissão fez com que a medalha de Cox - as reservas também são medalhadas - fosse imediatamente retirada, ela suspensa por quatro anos  e a IAAF recomendou ao Comitê Olímpico Internacional que também retome as medalhas de todas as demais integrantes - Hannegan, Richards, Trotter, Henderson e a outra reseva Moushaumi Robinson - daquele revezamento  e as passe para as medalhistas de prata naquela prova, a equipe da Rússia. Até o início dos Jogos de Londres 2012, nenhuma decisão ainda havia sido tomada, e Hannagan, que perdeu e recuperou a primeira, corre o risco de perder também a segunda.